# Jacob Hoefnagel
Jacob Hoefnagel, latinsky též Jacobus (asi 1573 Antverpy – 1630 nebo i později Hamburk ?) byl vlámský malíř, kreslíř a rytec, který pokračoval jako miniaturista v díle svého otce Jorise Hoefnagela. Po otcově smrti se stal dvorním malířem císaře Rudolfa II. v Praze (1602). Po neúspěchu českého stavovského povstání opustil Prahu, odešel do Švédska a později do Německa (Hamburk). Na konci života se vrátil do Holandska.

## Životopisná data
Jacob Hoefnagel se narodil v manželství Jorise Hoefnagela a Susanne van Onchem v roce 1573 (nebo 1575) v Antverpách. Na rozdíl od otce se mu dostalo malířského vzdělání v antverpské dílně Abrahama Liesaerta (1552–1596). Podobně jako jeho otec uprchl z Antverp před španělskou okupací města, aby od roku 1592 působili společně ve Frankfurtu nad Mohanem.

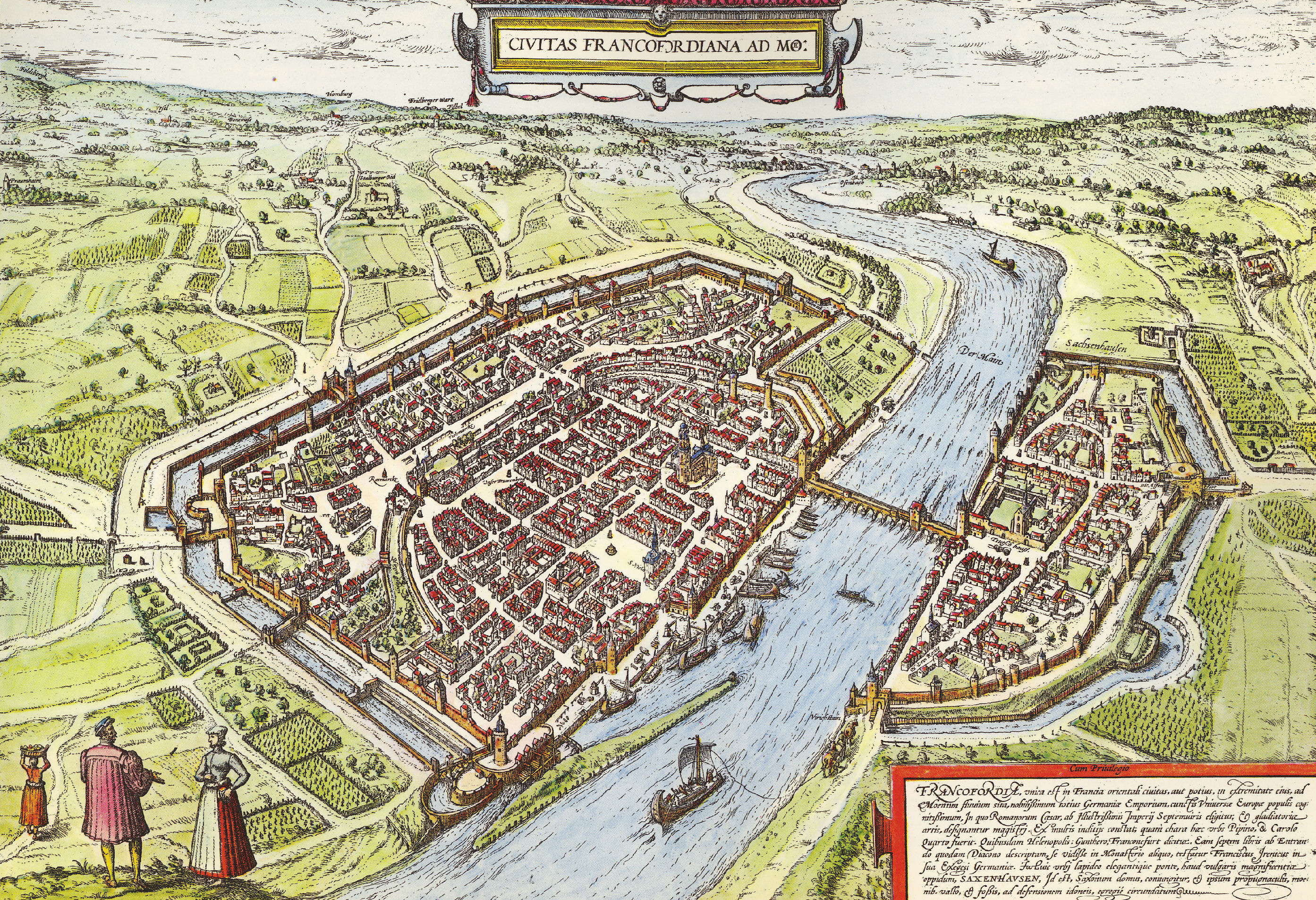
Pohled na Frankfurt nad Mohanem (Hoefnagelova kolorovaná rytina v Civitates Orbis Terrarum)

Později odešel do Regensburgu (1594) a následně do Vídně, kde se potřetí oženil, tentokrát s dcerou architekta a stavitele Antona de Mois. Na konci 16. století přišel s otcem Jorisem do Prahy.V roce 1605 navštívil Řím, kam se opět vrátil v roce 1610. V roce 1614 se stal občanem Prahy a počtvrté se zde oženil. Jako protestant se stal vyslancem českých stavů u Holandské republiky (1618), aby po bitvě na Bílé hoře odešel z Čech do Švédska (Stockholm, Göteborg), kde působil čtyři roky ve službách švédského krále. V roce 1626 odcestoval do Hamburku, kde se popáté oženil. Krátce před smrtí pobýval Amsterdamu a Haagu, ale za místo kde zemřel je považován Hamburk, kde žila jeho poslední manželka ještě v roce 1633.

## Umělecká tvorba
V 90. letech 16. století se Jacob Hoefnagel podílel na velkých projektech svého otce Jorise, pro něhož převáděl do grafických listů jeho kresebné předlohy. Především dával definitivní podobu otcovým návrhům pro Braunovo a Hogenbergovo topografické dílo Civitates Orbis Terrarum. Po otcově smrti přispěl do posledního, šestého svazku tohoto díla pohledů na města, tentokráte Střední Evropy, která vykazují homogenní grafické provedení.

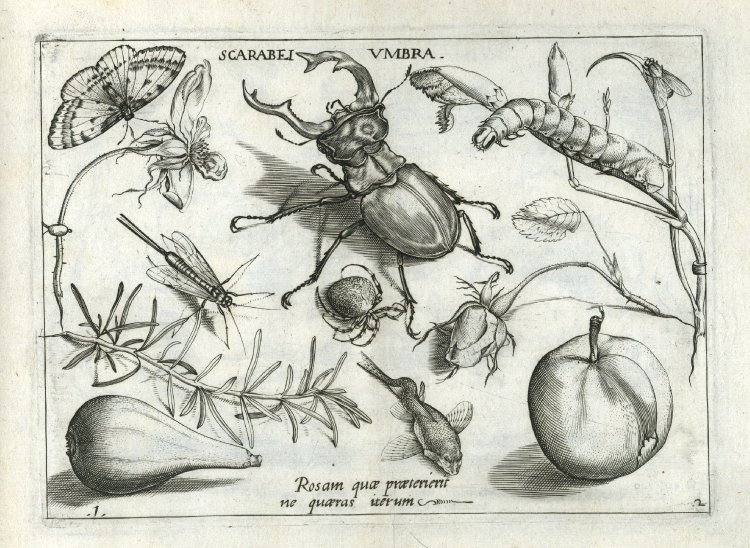
Rytina Hmyz, květiny a plody (podle Jorisových kreseb uspořádal Jacob Hoefnagel do Archetypa Studiaque…, 1592; Britské muzeum, Londýn)

První velkou spoluprací Jacoba Hoefnagela s otcem Jorisem je dílo nazvané Archetypa Studiaque Patris Georgii Hoefnagelii Jacobus F. Genio duce ab ipsdo scalpta omnibus philomus D. ac perbenigne communicat. Kniha byla souborem 48, ale uvádí se, že i 52 rytin rostlin, hmyzu a malých savců, které Jacob Hoefnagel vytvořil ve svých 19 letech. Přírodniny v tomto díle zobrazil v dobré perspektivní zkratce, aby odpovídaly skutečnosti. Dílo publikoval Christoph Weigel ve Frankfurtu nad Mohanem (1592).

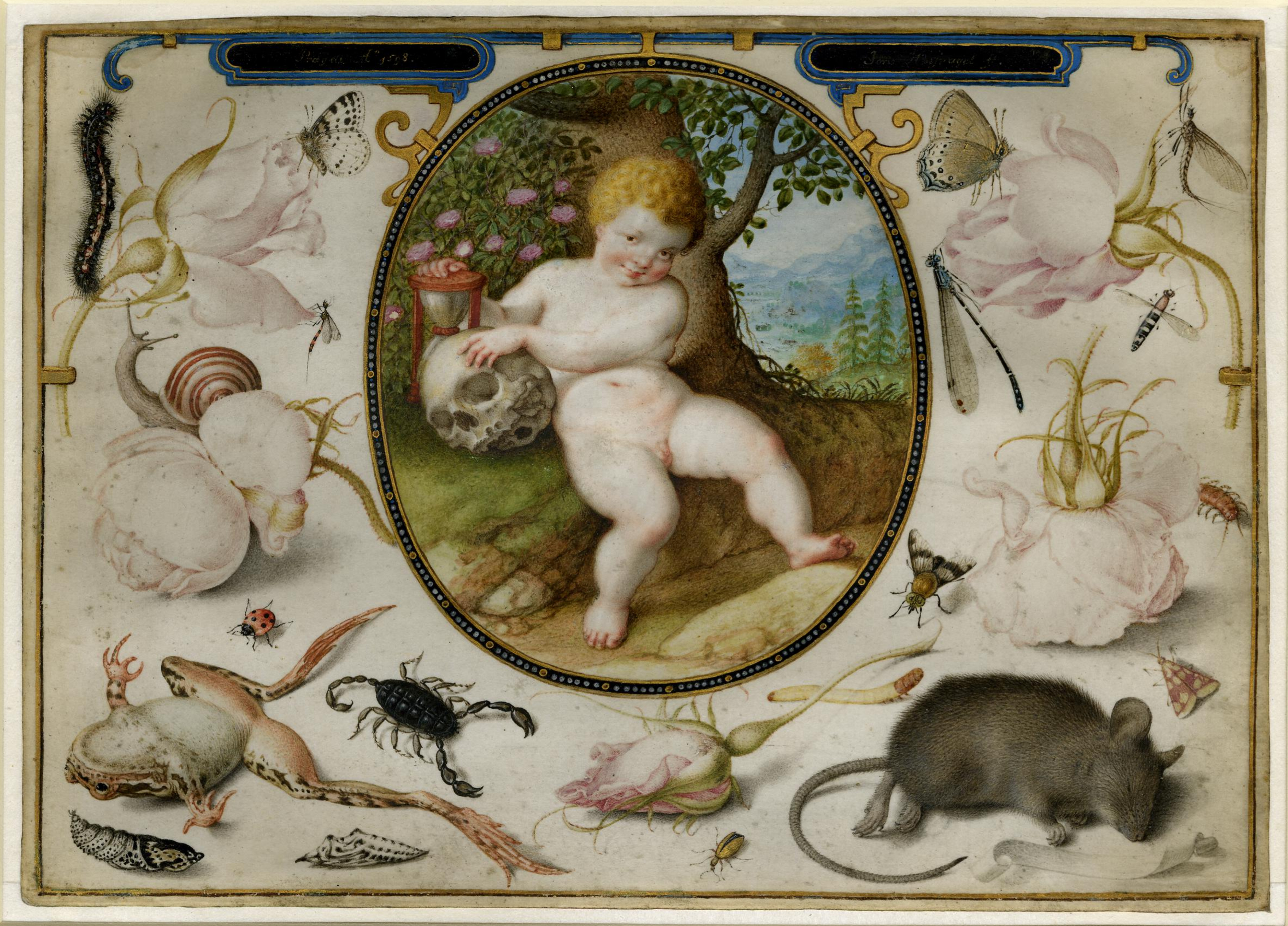
Alegorie života a smrti. (Postavu s krajinou namaloval Jacob Hoefnagel, zvířata, hmyz a rostliny na okraji kresby přimaloval Joris Hoefnagel (1598, Britské muzeum, Londýn)

Spolupráci Jacoba Hoefnagela s otcem Jorisem dokládá i několik miniatur. Jednou z nich je kolorovaná kresba Alegorie života a smrti. Po otcově smrti (1600/01) ještě po dvě desetiletí pokračoval v jeho stylu, což dokládá jeho miniatura Svatba nereidy Thetis s Peleem.

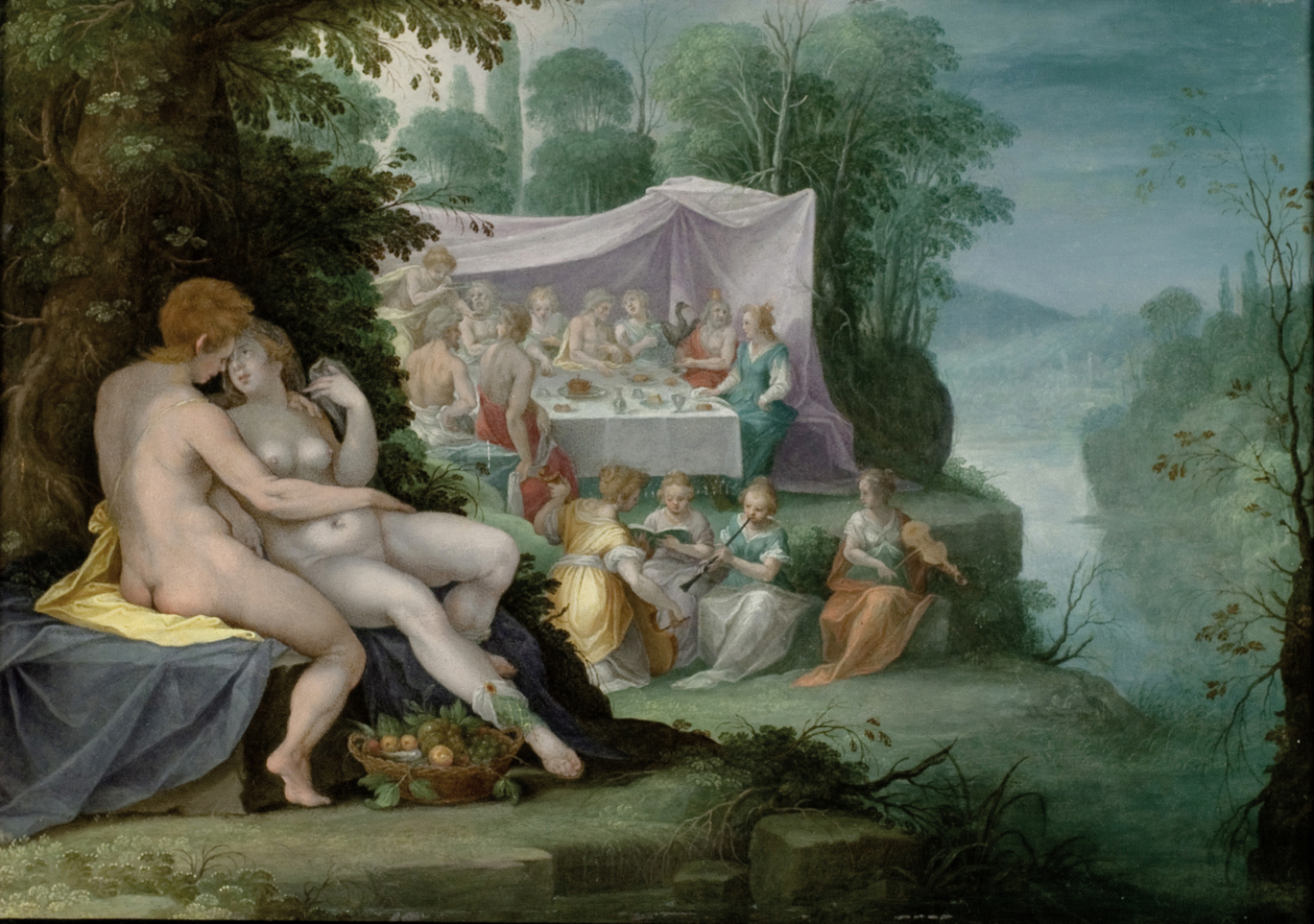
Svatba nereidy Thetis s Péleem, které se účastní olympští bohové (1623, olej na měděné desce, Musée de Flandre, Cassel)

Jacob Hoefnagel však maloval i samostatné miniatury na pergamenu nebo na měděné desce. Na rozdíl od Jorise však našel větší zálibu ve figurálních scénách s mytologickými nebo náboženskými náměty. K těmto malířským miniaturám se vztahuje i pozdější Jacobova malba na pergamenu Zima (1618) namalovaná v pozdním manýristickém stylu. V miniatuře zhotovil i několik kopií podle prací Leonarda da Vinci, Tintoretta či Bruegela.

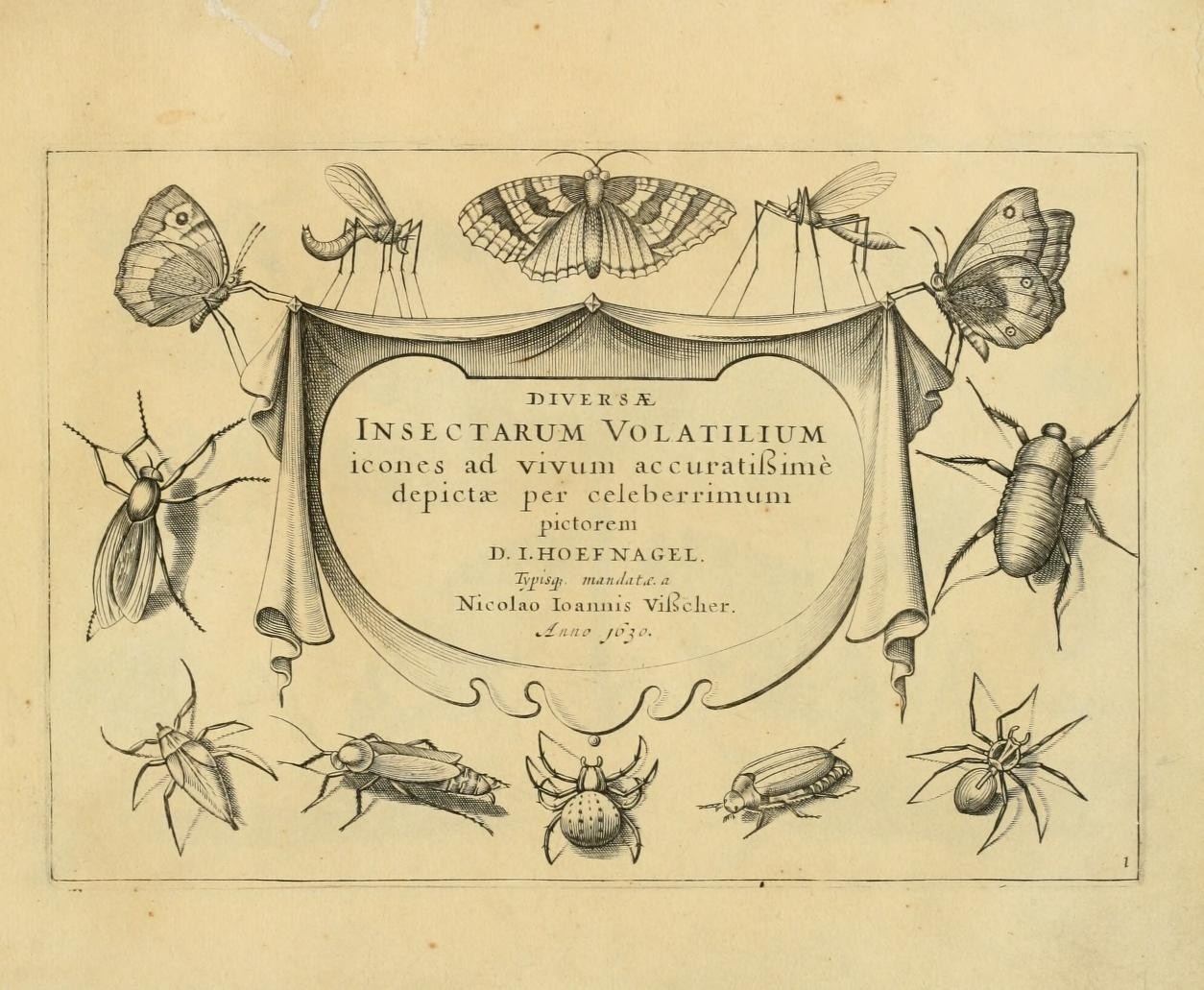
Úvodní list s různými druhy hmyzu (1. deska z Diversae Insectarum Volatilium; vědecká knihovna, Getty Research Institute, Los Angeles)

V roce 1630 vydal v Amsterodamu Claes Jansz. Visscher dílo Jacoba Hoefnagela nazvané Diversae Insectarum Volatilium Icones. Soubor zahrnoval 16 tiskových listů s výhradním vyobrazením hmyzu často v nadživotní velikosti. K vyobrazení hmyzích jedinců Jacob Hoefnagel použil zvětšovací zařízení. Rytiny zobrazují přes 300 různých druhů hmyzu.

Zima (1618, akvarel a kvaš lemovaný zlatem na pergamenu, Morganova knihovna a muzeum, New York)

V Britském muzeu v Londýně se nachází album kruhových emblematik (82 listů papíru a 63 tužkových kreseb s inkoustem psanými rčeními), které bylo vydáno v roce 1634 v tehdejší Holandské republice pod názvem Gloria Crocodilus. Název alba je latinským rčením, že „sláva je jako krokodýl: když za ní člověk jde, uniká mu, když před ní utíká, dostihne ho“. Díky podobnosti s Jacobovými 43 emblematickými miniaturami v budapešťském Muzeu krásných umění bylo toto album připsáno Jacobu Hoefnagelovi. Podnět k těmto komplikovaným emblematikám je třeba hledat u Jacobova otce, humanisticky vzdělaného Jorise Hoefnagela.

## Umělecko-historický význam díla Jacoba Hoefnagela
V 90. letech 16. století Jacob Hoefnagel úzce spolupracoval s otcem Jorisem na jeho velkých projektech jako byly Civitates… či Archetypa…. Oba umělci vnesli do malířského umění akcent vědeckosti, což názorně dokládají Jacobovy rytiny hmyzu v Diversæ Insectarum Volatilium. Jedná se o první známé dílo věnované výhradně hmyzu. Po otcově smrti vznikla i řada miniaturních obrázků, ve kterých se Jacob Hoefnagel prezentoval jako manýristický malíř. V Jacobovým pozdějších dílech je možné vysledovat vliv rudolfínských malířů - figuralistů, především Josepha Heintze staršího.